# Mario Florián Díaz
Mario Alberto Florián Díaz (Nanshá, Cajamarca, Perú, 5 de octubre de 1917 - Lima, 1 de octubre de 1999) fue un poeta y profesor peruano. Representante de la poesía nativista, ha dejado una extensa obra considerada, por muchos críticos, como la expresión poética más auténtica del hombre andino. Fue también narrador, ensayista e historiador.

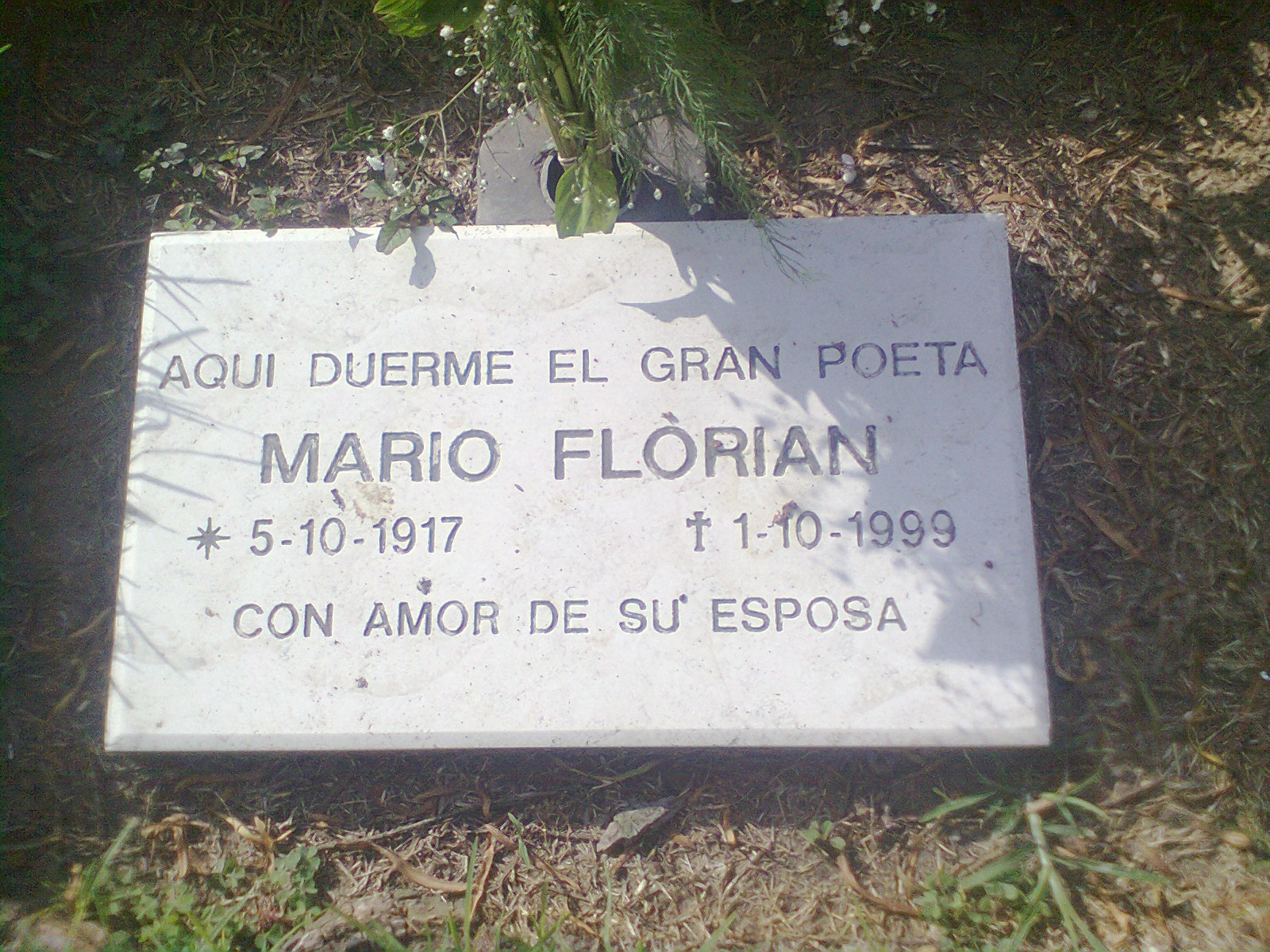
La última morada del vate cajamarquino

## Biografía
Mario Florián Díaz, de origen campesino, fue hijo de Manuel Florián Portilla y Catalina Díaz. Fue el mayor de 5 hermanos: Corcino, Dolores, Josefa y Manuel Enrique. Sus estudios primarios los cursó en la escuela de Contumazá, y los secundarios en el Colegio Nacional San Ramón de Cajamarca. En 1937 empezó sus estudios superiores en la Facultad de Letras de la Universidad Nacional de Trujillo, continuándolos desde 1940 en la Universidad Nacional Mayor de San Marcos, en cuya biblioteca trabajó mientras fue alumno. Se graduó de doctor en la especialidad de historia.
Destacó desde muy temprano como poeta y en 1940 ganó los juegos florales universitarios, correspondiente a temas libres, con sus poemas Tono de fauna. Por esos años estuvo vinculado con el grupo literario de orientación aprista y dedicado a realizar poesía de corte social: «Los Poetas del Pueblo», grupo que congregó a Alberto Hidalgo, Luis Carnero Checa, Guillermo Carnero Hoke, Gustavo Valcárcel, Antenor Samaniego, Felipe Arias Larreta, Abraham Arias Larreta, Alberto Valencia, Manuel Scorza, Eduardo Jibaja, Mario Puga, Ricardo Tello, entre otros.
Escribió su tesis «Apunte sobre la poesía de Alejandro Peralta», que presentó en la Facultad de Letras de la Universidad Nacional Mayor de San Marcos en 1943 para optar el grado académico de Bachiller.
En 1945 viajó a Puno, Cuzco y Arequipa, recorrido por el sur andino que le sirvió para ampliar su bagaje poético. Por entonces editó su poemario Tierras de Sol. Años después escribió su tesis «Del Dios al hombre en la escultura figulina muchic: (algunas consideraciones sobre la estatua humana de cuerpo entero sobre la llamada "cabeza-retrato o cabeza-estatua exenta")», que presentó en la Facultad de Letras de la Universidad Nacional Mayor de San Marcos en 1948 para optar el grado de Doctor.
Trabajó como inspector de monumentos arqueológicos en el departamento de Lambayeque (1950-1952) y publicó un minucioso ensayo sobre «Un ícono mural en Batán Grande» (1951); pero por ajustes burocráticos perdió ese modesto empleo. Pasó a ser profesor y bibliotecario en la Gran Unidad Escolar Bartolomé Herrera de Magdalena del Mar (1953-1961). Luego se desempeñó como funcionario del Ministerio de Educación (1962-1963) y como catedrático de Literatura de la Universidad Inca Garcilaso de la Vega. Alternó la docencia con la literatura, al igual que la mayor parte de los escritores peruanos, impedidos de dedicarse íntegramente a su vocación a causa de las limitaciones de su entorno. Orientó entonces su poesía a servir a los maestros, escribiendo poesía para niños y jóvenes, entre otros textos que reivindicaban las necesidades del magisterio. 
Su obra literaria fue reconocida y mereció los siguientes premios:
- Premio Nacional de Poesía José Santos Chocano (1944), por su poemario Urpi (Paloma en quechua), donde alcanzaba ya una madurez poética, haciéndose conocido en el mundo literario.
- Premio Nacional de Novela (1957), por su obra Los mitimaes.
- Premio Nacional de los Juegos Florales Magisteriales (1960).
- Premio Nacional de Literatura (1975-1976), que compartió con Luis Alberto Sánchez y Emilio Adolfo Westphalen.

Luego continuó su vida modesta de siempre, viviendo de su magra pensión de maestro. Sus últimos días los pasó aquejado por un mal renal y acompañado de la dama ancashina Francila Pasionaria Alzamora Morales de Florián, su fiel esposa. Falleció a los 82 años de edad. Sus restos y los de su compañera descansan en el sector Los Sauces del Cementerio Jardines de la Paz en el distrito de La Molina.
Su poesía, publicada en plaquetas y opúsculos, ha sido recogida en compilaciones y selecciones.

## Poeta andino
Mario Florián fue un poeta andino. Reivindicó en su escritura los valores de la cultura del Ande en el Perú. Él mismo se denominó juglar andinista, pero no en el sentido de añorar al imperio incaico sino por su afán de mostrar interactuantes en un espacio a la naturaleza, los animales y los vegetales. En su poesía postula los valores colectivos por encima de los individuales: la solidaridad, la reciprocidad, la camaradería, la amistad, el amor. De otro lado, Florián, en su vida y en su obra es testimonio de un hecho muy significativo en la vida de los peruanos: la condición de migrante. El juglar andinista en la ciudad se transforma en un poeta popular. Florián deja que su castizo español sea poroso al sustrato quechua, no solamente con la incorporación de peruanismos que provienen de la lengua aborigen, sino en el aspecto sintáctico. (Marco Martos).
Sus primeras creaciones poéticas fueron escritas al modo del harawi incaico, versos breves y compendiosos que eran cantados por los haravicus. El amor, la naturaleza, el dolor indígena, la lucha contra la oligarquía, el abuso de los terratenientes, lo autóctono y la nacionalidad son temas constantes en sus obras. Su poesía figura en las principales antologías peruanas y latinoamericanas. La crítica especializada lo considera el más importante poeta campesino de América.

## Obras

### Poesía
Florián publicó los siguientes poemarios:
- Alma (1938)
- Brevedad de lágrima (1939)
- Florecimiento animado (1940)
- Voz para tu nieve (1940)
- Tono de fauna (1941 y 1961)
- Agonía (1942)
- Noval (1943 y 1993)
- Urpi (1945, 1949 y 1985). Premio Nacional de Poesía 1944.
- Tierras de sol (1945)
- El juglar andinista (1951)
- Poemas infantiles (1955)
- Poesía infantil (1956)
- Niño del Nuevo Mundo (1956)
- Canto augural (1956)
- Abel fabulador (1957)
- Escritura para ausentes (1960)
- Machu Picchu en voces triunfales (1961)
- Canto al maestro peruano (1962)
- Pedro Palana: la multitud eterna del Perú (1965)
- La masa (1965)
- Naturaleza viva (1965)
- Inqa runa (1966)
- Ullantaytampu haylli (1967) y Cantar de Ollantaytambo (1966)
- Discurso de las flores (1968)
- Ayar Kachi ha vuelto con su waraka de nervios (1972)
- Anuario (1976)
- Poeta del pueblo (1979)
- Los parias (1979)
- Habla de Pedro Palana, campesino sin tierra del Perú (1980)
- Himno patriótico a Thúpaq Amaru, nuestro paladín (1983)
- La sangre del pueblo magisterial (1984).

Luego publicó los poemas siguientes:
- Oda moral a Machu Picchu, último santuario de la cultura andina (1985)
- Sonetos y sonetillos (1992)
- Canto épico heroico al hombre horticultor de la cueva del Guitarrero (1993)
- Representaciones sensibles (1993)
- Elegía a Isicha Waman (1993)
- Suma poética de la sangre y de la muerte (1995)
- Ritual de sangre (1996)
- Invocación a los vivos y a los muertos (1997)
- Pastorala (1997)
- Celebración del dios Wiraqocha (1998).

De dichas obras el mismo autor hizo compilaciones y selecciones:
- Pequeña antología (1945)
- Poesía 1940-1950 (1954)
- Antología poética (1969)
- Obra poética escogida 1940-1976 (1977)
- Poemas (1979).

### Narrativa
- Los mitimaes (1970), novela. Premio Nacional de Novela 1957.
- El tío Lino y sus relatos modélicos orales (1987).
- La narrativa oral popular de Cajamarca (1988)

### Ensayo
- Los primeros peruanos - Vol I (1961 - editado por el Ministerio de Educación Pública, ilustrado por Luis Ccosi Salas)
- Literatura Qheswa (1972)
- Contumazá (3 fascículos, 1976-1977), que presenta la sociedad y la literatura de su provincia y el cancionero contumacino.
- La épica inkaika (1980).
- Panorama de la poesía quechua incaica (1990)
- La literatura en lengua hablada de Cajamarca (1994)

### Dramaturgia
- El designio imperial del Sol (1996), drama en cuatro actos.

## Opiniones de los críticos
«El poeta más destacado de esta época en que se desarrolla el nativismo poético es, sin duda, Mario Florián (Cajamarca, 1917); en su poesía fluye límpidamente la ternura campesina, remansada en la descripción de la naturaleza: la tierra, el agua, el cielo, los animales y las plantas; aguda en el canto y la queja de amor, encrespada y áspera en la protesta social, la poesía de Mario Florián asombra por su concisión, por su manera diáfana y simple de transmitir sensaciones y emociones profundas, cargadas de una densa, de una viva humanidad y fascina también por su fresca musicalidad…» (Washington Delgado).
«Florián canta la belleza del Ande, retomando el indigenismo de los años [19]24-30, el de los Peralta y los Chávez Aliaga, en un verso limpio, sencillo, de clara raigambre romántica, cuya suavidad encubre una imperceptible amargura… Practica Florián el romance, usa el metro corto, tradicionalmente metro quechua; y a menudo prefiere el asonante y las metáforas directas, huyendo del barroquismo, aunque, a menudo, con un marcado dejo conceptista... Florián es uno de los pocos poetas del Perú que mantiene fresca y pronta la inspiración, siempre adherida a su realidad provinciana.» (Luis Alberto Sánchez, 1975).
«Florián plasma una poesía de raíz panteísta con el que expresa el lado íntimo del alma andina: la ternura y devoción frente a la naturaleza y sus habitantes, la alegría simple del campesino y su aptitud para el arte, los valores profundos de una cultura que resguarda su identidad y se deleita en ella.» (Antonio Cornejo Polar).
«Mario Florián es el mejor representante de la poesía indigenista. Casi el único poeta que ha realizado la especie de milagro de crear poesía en la que se siente el tono de la canción popular india, sin que se advierta el amaneramiento, la espectacularidad, el sentimiento demasiado geográfico, que han aniquilado este tipo de poesía en el Perú.» (José María Arguedas).
«Mario Florián lleva dentro de sí la memoria colectiva aprisionada en la dureza de la piedra; memoria que, en la propuesta del autor, recuperará la identidad perdida cuando la voz del hombre liberado estalle como esquirlas de paloma. Lo que significa que las creencias, costumbres, anhelos, utopías, que subyacen en su expresión y que conforman verdaderas estructuras simbólicas relacionadas con los valores de nuestra cultura ancestral (la piedra), se objetivan, o son eficaces en la práctica mediante lo mágico y lo sagrado del rito como ceremonia que tendrá que ser ejecutada para que, sobre los cimientos del pasado, se realice la ceremonia alada del futuro (la paloma).» (Manuel Pantigoso Pecero, 1990).
«El tono bucólico de la poesía andinista de Florián constituye un aporte novedoso a la lírica peruana.» (Camilo Fernández Cozman, 2013).